# Mistrovství Evropy ve fotbale hráčů do 19 let
Mistrovství Evropy ve fotbale hráčů do 19 let je každoročně konaný (většinou červencový) turnaj mládežnických národních týmů pod záštitou UEFA. Turnaji předchází kvalifikační část, které se mohou zúčastnit národní týmy všech členů UEFA. Finálového turnaje se účastní osm týmů, nejlepší z nichž se v sudých letech kvalifikují na následující Mistrovství světa ve fotbale hráčů do 20 let.
Turnaj se pořádá již od roku 1948 pod jménem Juniorský turnaj FIFA. V roce 1955 byl začleněn pod organizaci UEFA, v současné podobě se hraje od roku 1981 a s nynějším jménem je pořádán od roku 2002. V letech 1984–1992 se turnaj pořádal v dvouleté periodě, jinak vždy každý rok.

## Výsledky jednotlivých ročníků

### Juniorský turnaj FIFA (1948-1954)
| Rok          | Pořadatel       |            | Finále              | Finále     | Finále     |                 | O třetí místo | O třetí místo | O třetí místo |
| Rok          | Pořadatel       | Vítěz      | Skóre               | 2. místo   | 3. místo   | Skóre           | 4. místo      |               |               |
| 1948 Detaily | Anglie          | Anglie     | 3:2                 | Nizozemsko | Belgie     | 3:1             | Itálie        |               |               |
| 1949 Detaily | Nizozemsko      | Francie    | 4:1                 | Nizozemsko | Belgie     | 5:0             | Irsko         |               |               |
| 1950 Detaily | Rakousko        | Rakousko   | 3:2                 | Francie    | Nizozemsko | 6:0             | Lucembursko   |               |               |
| 1951 Detaily | Francie         | Jugoslávie | 3:2                 | Rakousko   | Belgie     | 1:0             | Severní Irsko |               |               |
| 1952 Detaily | Španělsko       | Španělsko  | 0:0 (gólový průměr) | Belgie     | Rakousko   | 5:5 (hod mincí) | Anglie        |               |               |
| 1953 Detaily | Belgie          | Maďarsko   | 2:0                 | Jugoslávie | Turecko    | 3:2             | Španělsko     |               |               |
| 1954 Detaily | Západní Německo | Španělsko  | 2:2 (gólový průměr) | SRN        | Argentina  | 1:0             | Turecko       |               |               |

### Juniorský turnaj UEFA

#### 1955–1956
- 1955: Turnaj v Itálii (pouze 5 vítězů skupin)

 Rumunsko
 Itálie
 Bulharsko
 Maďarsko
 Československo
- 1956: Turnaj v Maďarsku (pouze 4 vítězové skupin)

 Maďarsko
 Rumunsko
 Itálie
 Československo

#### 1957–1980
| Rok          | Pořadatel        |                | Finále             | Finále        | Finále         |                 | O třetí místo | O třetí místo | O třetí místo |
| Rok          | Pořadatel        | Vítěz          | Skóre              | 2. místo      | 3. místo       | Skóre           | 4. místo      |               |               |
| 1957 Detaily | Španělsko        | Rakousko       | 3:2                | Španělsko     | Rakousko       | 3:2             | Španělsko     |               |               |
| 1958 Detaily | Lucembursko      | Itálie         | 1:0                | Anglie        | Francie        | 3:0             | Rumunsko      |               |               |
| 1959 Detaily | Bulharsko        | Bulharsko      | 1:0                | Itálie        | Maďarsko       | 6:1             | NDR           |               |               |
| 1960 Detaily | Rakousko         | Maďarsko       | 2:1                | Rumunsko      | Portugalsko    | 2:1             | Rakousko      |               |               |
| 1961 Detaily | Portugalsko      | Portugalsko    | 4:0                | Polsko        | SRN            | 2:1             | Španělsko     |               |               |
| 1962 Detaily | Rumunsko         | Rumunsko       | 4:1                | Jugoslávie    | Československo | 1:1 (hod mincí) | Turecko       |               |               |
| 1963 Detaily | Anglie           | Anglie         | 4:0                | Severní Irsko | Skotsko        | 4:2             | Bulharsko     |               |               |
| 1964 Detaily | Nizozemsko       | Anglie         | 4:0                | Španělsko     | Portugalsko    | 3:2             | Skotsko       |               |               |
| 1965 Detaily | Západní Německo  | NDR            | 3:2                | Anglie        | Československo | 4:1             | Itálie        |               |               |
| 1966 Detaily | Jugoslávie       | Sovětský svaz  | 0:0 (titul sdílen) | Itálie        | Jugoslávie     | 2:0             | Španělsko     |               |               |
| 1967 Detaily | Turecko          | Sovětský svaz  | 1:0                | Anglie        | Turecko        | 1:1 (hod mincí) | Francie       |               |               |
| 1968 Detaily | Francie          | Československo | 2:1                | Francie       | Portugalsko    | 4:3             | Bulharsko     |               |               |
| 1969 Detaily | Východní Německo | Bulharsko      | 1:1 (hod mincí)    | NDR           | Sovětský svaz  | 1:0             | Skotsko       |               |               |
| 1970 Detaily | Skotsko          | NDR            | 1:1 (hod mincí)    | Nizozemsko    | Skotsko        | 2:0             | Francie       |               |               |
| 1971 Detaily | Československo   | Anglie         | 3:0                | Portugalsko   | NDR            | 5:3 (4:2 pen.)  | Sovětský svaz |               |               |
| 1972 Detaily | Španělsko        | Anglie         | 2:0'               | SRN           | Polsko         | 0:0 (6:5 pen.)  | Španělsko     |               |               |
| 1973 Detaily | Itálie           | Anglie         | 3:2                | NDR           | Itálie         | 1:0             | Bulharsko     |               |               |
| 1974 Detaily | Švédsko          | Bulharsko      | 1:0                | Jugoslávie    | Skotsko        | 1:0             | Řecko         |               |               |
| 1975 Detaily | Švýcarsko        | Anglie         | 1:0                | Finsko        | Maďarsko       | 2:2             | Turecko       |               |               |
| 1976 Detaily | Maďarsko         | Sovětský svaz  | 1:0                | Maďarsko      | Španělsko      | 3:0             | Francie       |               |               |
| 1977 Detaily | Belgie           | Belgie         | 2:1                | Bulharsko     | Sovětský svaz  | 7:2             | SRN           |               |               |
| 1978 Detaily | Polsko           | Sovětský svaz  | 3:0                | Jugoslávie    | Polsko         | 3:1             | Skotsko       |               |               |
| 1979 Detaily | Rakousko         | Jugoslávie     | 1:0                | Bulharsko     | Anglie         | 0:0 (4:3 pen.)  | Francie       |               |               |
| 1980 Detaily | Východní Německo | Anglie         | 2:1                | Polsko        | Itálie         | 3:0             | Nizozemsko    |               |               |

### Mistrovství Evropy ve fotbale hráčů do 18 a 19 let
| Rok                                           | Pořadatel       |                                  | Finále                           | Finále                           | Finále                           |                                  | O třetí místo                    | O třetí místo                    | O třetí místo |
| Rok                                           | Pořadatel       | Vítěz                            | Skóre                            | 2. místo                         | 3. místo                         | Skóre                            | 4. místo                         |                                  |               |
| 1981 Detaily                                  | Západní Německo | SRN                              | 1:0                              | Polsko                           | Francie                          | 1:1                              | Španělsko                        |                                  |               |
| 1982 Detaily                                  | Finsko          | Skotsko                          | 3:1                              | Československo                   | Sovětský svaz                    | 3:1                              | Polsko                           |                                  |               |
| 1983 Detaily                                  | Anglie          | Francie                          | 1:0                              | Československo                   | Anglie                           | 1:1                              | Itálie                           |                                  |               |
| 1984 Detaily                                  | Sovětský svaz   | Maďarsko                         | 0:0 (3:2 pen.)                   | Sovětský svaz                    | Polsko                           | 2:1                              | Irsko                            |                                  |               |
| 1986 Detaily                                  | Jugoslávie      | NDR                              | 3:1                              | Itálie                           | SRN                              | 1:0                              | Skotsko                          |                                  |               |
| 1988 Detaily                                  | Československo  | Sovětský svaz                    | 3:1 (prodl.)                     | Portugalsko                      | NDR                              | 2:0                              | Španělsko                        |                                  |               |
| 1990 Detaily                                  | Maďarsko        | Sovětský svaz                    | 0:0 (4:2 pen.)                   | Portugalsko                      | Španělsko                        | 1:0                              | Anglie                           |                                  |               |
| 1992 Detaily                                  | Německo         | Turecko                          | 2:1 (zlatý gól)                  | Portugalsko                      | Norsko                           | 1:1                              | Anglie                           |                                  |               |
| 1993 Detaily                                  | Anglie          | Anglie                           | 1:0                              | Turecko                          | Španělsko                        | 2:1                              | Portugalsko                      |                                  |               |
| 1994 Detaily                                  | Španělsko       | Portugalsko                      | 1:1 (4:1 pen.)                   | Německo                          | Španělsko                        | 5:2                              | Nizozemsko                       |                                  |               |
| 1995 Detaily                                  | Řecko           | Španělsko                        | 4:1                              | Itálie                           | Řecko                            | 5:0                              | Nizozemsko                       |                                  |               |
| 1996 Detaily                                  | Francie         | Francie                          | 1:0                              | Španělsko                        | Anglie                           | 3:2                              | Belgie                           |                                  |               |
| 1997 Detaily                                  | Island          | Francie                          | 1:0 (zlatý gól)                  | Portugalsko                      | Španělsko                        | 2:1                              | Irsko                            |                                  |               |
| 1998 Detaily                                  | Kypr            | Irsko                            | 1:1 (4:3 pen.)                   | Německo                          | Chorvatsko                       | 0:0                              | Portugalsko                      |                                  |               |
| 1999 Detaily                                  | Švédsko         | Portugalsko                      | 1:0                              | Itálie                           | Irsko                            | 1:0                              | Řecko                            |                                  |               |
| 2000 Detaily                                  | Německo         | Francie                          | 1:0                              | Ukrajina                         | Německo                          | 3:1                              | Česko                            |                                  |               |
| 2001 Detaily                                  | Finsko          | Polsko                           | 3:1                              | Česko                            | Španělsko                        | 6:2                              | Jugoslávie                       |                                  |               |
| Mistrovství Evropy ve fotbale hráčů do 19 let |                 |                                  |                                  |                                  |                                  |                                  |                                  |                                  |               |
| 2002 Detaily                                  | Norsko          |                                  | Španělsko                        | 1:0                              | Německo                          |                                  | Slovensko                        | 2:1                              | Irsko         |
| 2003 Detaily                                  | Lichtenštejnsko | Itálie                           | 2:0                              | Portugalsko                      | Česko a Rakousko                 | Česko a Rakousko                 | Česko a Rakousko                 |                                  |               |
| 2004 Detaily                                  | Švýcarsko       | Španělsko                        | 1:0                              | Turecko                          | Švýcarsko a Ukrajina             | Švýcarsko a Ukrajina             | Švýcarsko a Ukrajina             |                                  |               |
| 2005 Detaily                                  | Severní Irsko   | Francie                          | 3:1                              | Anglie                           | Německo a Srbsko a Černá Hora    | Německo a Srbsko a Černá Hora    | Německo a Srbsko a Černá Hora    |                                  |               |
| 2006 Detaily                                  | Polsko          | Španělsko                        | 2:1                              | Skotsko                          | Česko a Rakousko                 | Česko a Rakousko                 | Česko a Rakousko                 |                                  |               |
| 2007 Detaily                                  | Rakousko        | Španělsko                        | 1:0                              | Řecko                            | Francie a Německo                | Francie a Německo                | Francie a Německo                |                                  |               |
| 2008 Detaily                                  | Česko           | Německo                          | 3:1                              | Itálie                           | Česko a Maďarsko                 | Česko a Maďarsko                 | Česko a Maďarsko                 |                                  |               |
| 2009 Detaily                                  | Ukrajina        | Ukrajina                         | 2:0                              | Anglie                           | Francie a Srbsko                 | Francie a Srbsko                 | Francie a Srbsko                 |                                  |               |
| 2010 Detaily                                  | Francie         | Francie                          | 2:1                              | Španělsko                        | Chorvatsko a Anglie              | Chorvatsko a Anglie              | Chorvatsko a Anglie              |                                  |               |
| 2011 Detaily                                  | Rumunsko        | Španělsko                        | 3:2 (prodl.)                     | Česko                            | Irsko a Srbsko                   | Irsko a Srbsko                   | Irsko a Srbsko                   |                                  |               |
| 2012 Detaily                                  | Estonsko        | Španělsko                        | 1:0                              | Řecko                            | Anglie a Francie                 | Anglie a Francie                 | Anglie a Francie                 |                                  |               |
| 2013 Detaily                                  | Litva           | Srbsko                           | 1:0                              | Francie                          | Portugalsko a Španělsko          | Portugalsko a Španělsko          | Portugalsko a Španělsko          |                                  |               |
| 2014 Detaily                                  | Maďarsko        | Německo                          | 1:0                              | Portugalsko                      | Rakousko a Srbsko                | Rakousko a Srbsko                | Rakousko a Srbsko                |                                  |               |
| 2015 Detaily                                  | Řecko           | Španělsko                        | 2:0                              | Rusko                            | Francie a Řecko                  | Francie a Řecko                  | Francie a Řecko                  |                                  |               |
| 2016 Detaily                                  | Německo         | Francie                          | 4:0                              | Itálie                           | Anglie a Portugalsko             | Anglie a Portugalsko             | Anglie a Portugalsko             |                                  |               |
| 2017 Detaily                                  | Gruzie          | Anglie                           | 1:0                              | Portugalsko                      | Česko a Nizozemsko               | Česko a Nizozemsko               | Česko a Nizozemsko               |                                  |               |
| 2018 Detaily                                  | Finsko          | Portugalsko                      | 4:3                              | Itálie                           | Francie a Ukrajina               | Francie a Ukrajina               | Francie a Ukrajina               |                                  |               |
| 2019 Detaily                                  | Arménie         | Španělsko                        | 2:0                              | Portugalsko                      | Francie a Irsko                  | Francie a Irsko                  | Francie a Irsko                  |                                  |               |
| 2020 Detaily                                  | Severní Irsko   | Zrušeno kvůli pandemii covidu-19 | Zrušeno kvůli pandemii covidu-19 | Zrušeno kvůli pandemii covidu-19 | Zrušeno kvůli pandemii covidu-19 | Zrušeno kvůli pandemii covidu-19 | Zrušeno kvůli pandemii covidu-19 | Zrušeno kvůli pandemii covidu-19 |               |
| 2021 Detaily                                  | Rumunsko        | Zrušeno kvůli pandemii covidu-19 | Zrušeno kvůli pandemii covidu-19 | Zrušeno kvůli pandemii covidu-19 | Zrušeno kvůli pandemii covidu-19 | Zrušeno kvůli pandemii covidu-19 | Zrušeno kvůli pandemii covidu-19 | Zrušeno kvůli pandemii covidu-19 |               |
| 2022 Detaily                                  | Slovensko       | Anglie                           | 3:1 (prodl.)                     | Izrael                           |                                  | Francie a Itálie                 | Francie a Itálie                 | Francie a Itálie                 |               |
| 2023 Detaily                                  | Malta           | Itálie                           | 1:0                              | Portugalsko                      | Norsko a Španělsko               | Norsko a Španělsko               | Norsko a Španělsko               |                                  |               |
| 2024 Detaily                                  | Severní Irsko   | Španělsko                        | 2:0                              | Francie                          | Itálie a Ukrajina                | Itálie a Ukrajina                | Itálie a Ukrajina                |                                  |               |
| 2025 Detaily                                  | Rumunsko        |                                  |                                  |                                  |                                  |                                  |                                  |                                  |               |
| 2026 Detaily                                  | Wales           |                                  |                                  |                                  |                                  |                                  |                                  |                                  |               |
| 2027 Detaily                                  | Izrael          |                                  |                                  |                                  |                                  |                                  |                                  |                                  |               |

## Počet vítězství
| Mistrovství Evropy ve fotbale hráčů do 19 let |                                                                             |                                                          |
| Stát                                          | Mistr                                                                       | 2. místo                                                 |
| Španělsko                                     | 12 (1952, 1954, 1995, 2002, 2004, 2006, 2007, 2011, 2012, 2015, 2019, 2024) | 4 (1957, 1964, 1996, 2010)                               |
| Anglie                                        | 11 (1948, 1963, 1964, 1971, 1972, 1973, 1975, 1980, 1993, 2017, 2022)       | 5 (1958, 1965, 1967, 2005, 2009)                         |
| Francie                                       | 8 (1949, 1983, 1996, 1997, 2000, 2005, 2010, 2016)                          | 4 (1950, 1968, 2013, 2024)                               |
| Německo / SRN / NDR                           | 6 (1965, 1970, 1981, 1986, 2008, 2014)                                      | 7 (1954, 1969, 1972, 1973, 1994, 1998, 2002)             |
| Rusko / Sovětský svaz                         | 6 (1966, 1967, 1976, 1978, 1988, 1990)                                      | 2 (1984, 2015)                                           |
| Portugalsko                                   | 4 (1961, 1994, 1999, 2018)                                                  | 9 (1971, 1988, 1990, 1992, 1997, 2003, 2014, 2017, 2023) |
| Itálie                                        | 4 (1958, 1966, 2003, 2023)                                                  | 7 (1959, 1986, 1995, 1999, 2008, 2016, 2018)             |
| Srbsko / Jugoslávie                           | 3 (1951, 1979, 2013)                                                        | 4 (1953, 1962, 1974, 1978)                               |
| Bulharsko                                     | 3 (1959, 1969, 1974)                                                        | 2 (1977, 1979)                                           |
| Maďarsko                                      | 3 (1953, 1960, 1984)                                                        | 1 (1976)                                                 |
| Rakousko                                      | 2 (1950, 1957)                                                              | 1 (1951)                                                 |
| Polsko                                        | 1 (2001)                                                                    | 3 (1961, 1980, 1981)                                     |
| Československo                                | 1 (1968)                                                                    | 2 (1982, 1983)                                           |
| Turecko                                       | 1 (1992)                                                                    | 2 (1993, 2004)                                           |
| Belgie                                        | 1 (1977)                                                                    | 1 (1952)                                                 |
| Rumunsko                                      | 1 (1962)                                                                    | 1 (1960)                                                 |
| Skotsko                                       | 1 (1982)                                                                    | 1 (2006)                                                 |
| Ukrajina                                      | 1 (2009)                                                                    | 1 (2000)                                                 |
| Irsko                                         | 1 (1998)                                                                    | –                                                        |
| Nizozemsko                                    | –                                                                           | 3 (1948, 1949, 1970)                                     |
| Česko                                         | –                                                                           | 2 (2001, 2011)                                           |
| Řecko                                         | –                                                                           | 2 (2007, 2012)                                           |
| Finsko                                        | –                                                                           | 1 (1975)                                                 |
| Severní Irsko                                 | –                                                                           | 1 (1963)                                                 |
| Izrael                                        | –                                                                           | 1 (2022)                                                 |